# Мидлтаун (Индијана)
Мидлтаун (енгл. Middletown) град је у америчкој савезној држави Индијана.

## Демографија
По попису из 2010. године број становника је 2.322, што је 166 (-6,7%) становника мање него 2000. године.
| Група             | 2000.         | 2010.         |
| Белци             | 2.441 (98,1%) | 2.256 (97,2%) |
| Афроамериканци    | 12 (0,5%)     | 8 (0,3%)      |
| Азијати           | 7 (0,3%)      | 12 (0,5%)     |
| Хиспаноамериканци | 7 (0,3%)      | 18 (0,8%)     |
| Укупно            | 2.488         | 2.322         |